# Ե
La Ե, minuscolo ե, è la quinta lettera dell'alfabeto armeno. Il suo nome è եչ, eč (armeno [jɛtʃʰ]).
Rappresenta foneticamente:
- la vocale anteriore semiaperta non arrotondata [ɛ] in mezzo ed in fine di parola.[1]
- all'inizio di parola il suono è [jɛ]. La [j] cade quando la parola si trova all'interno dei composti, es. եղբայր  (ełbayr, [jɛʀˈbajɹ] (fratello)), ma մորեղբայր (morełbayr, [moɹɛʀˈbajɹ] (fratello della madre).

## Codici
- Unicode:
  - Maiuscola Ե : U+0533
  - Minuscola ե : U+0563